# Targmantschaz-Kloster (Ajgeschat)

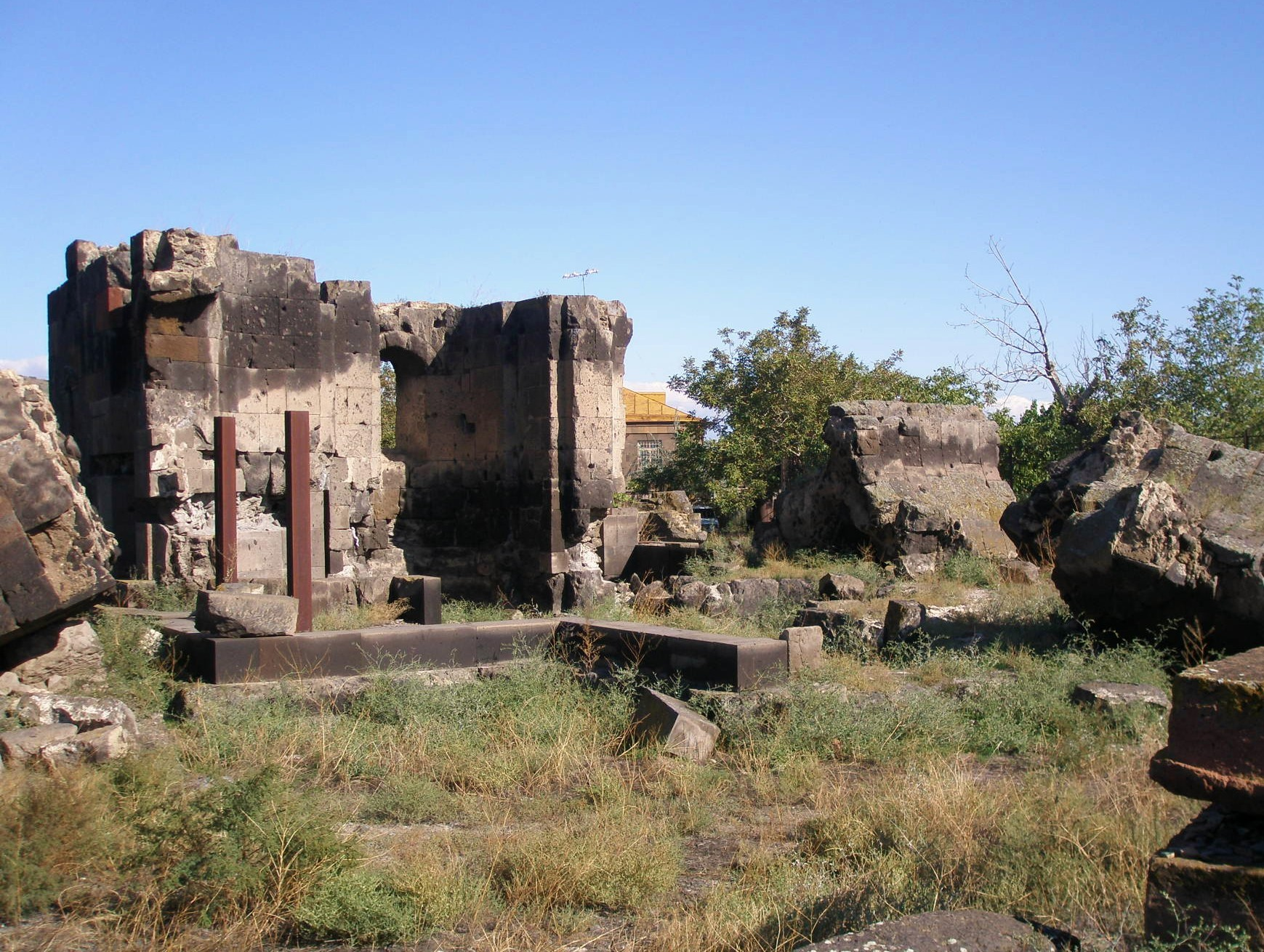
Kloster Targmantschaz

Das Kloster der Heiligen Übersetzer (armenisch Թարգմանչաց վանք Targmantschaz Wank, auch Mesropawank genannt) ist ein ehemaliges Kloster der Armenischen Apostolischen Kirche in der westarmenischen Provinz Armawir. Heute ist es verlassen. Die Gebäude sind größtenteils zerstört und das Areal ist überwachsen. Der Komplex im Zentrum des Dorfes Ajgeschat ist nicht zu verwechseln mit dem Targmantschaz-Kloster im heutigen Aserbaidschan.

## Lage
Das Kloster liegt inmitten des Dorfes Ajgeschat am Ufer des Flusses Kasach etwa 20 Kilometer von der armenischen Hauptstadt Jerewan entfernt.

## Baubeschreibung und Geschichte

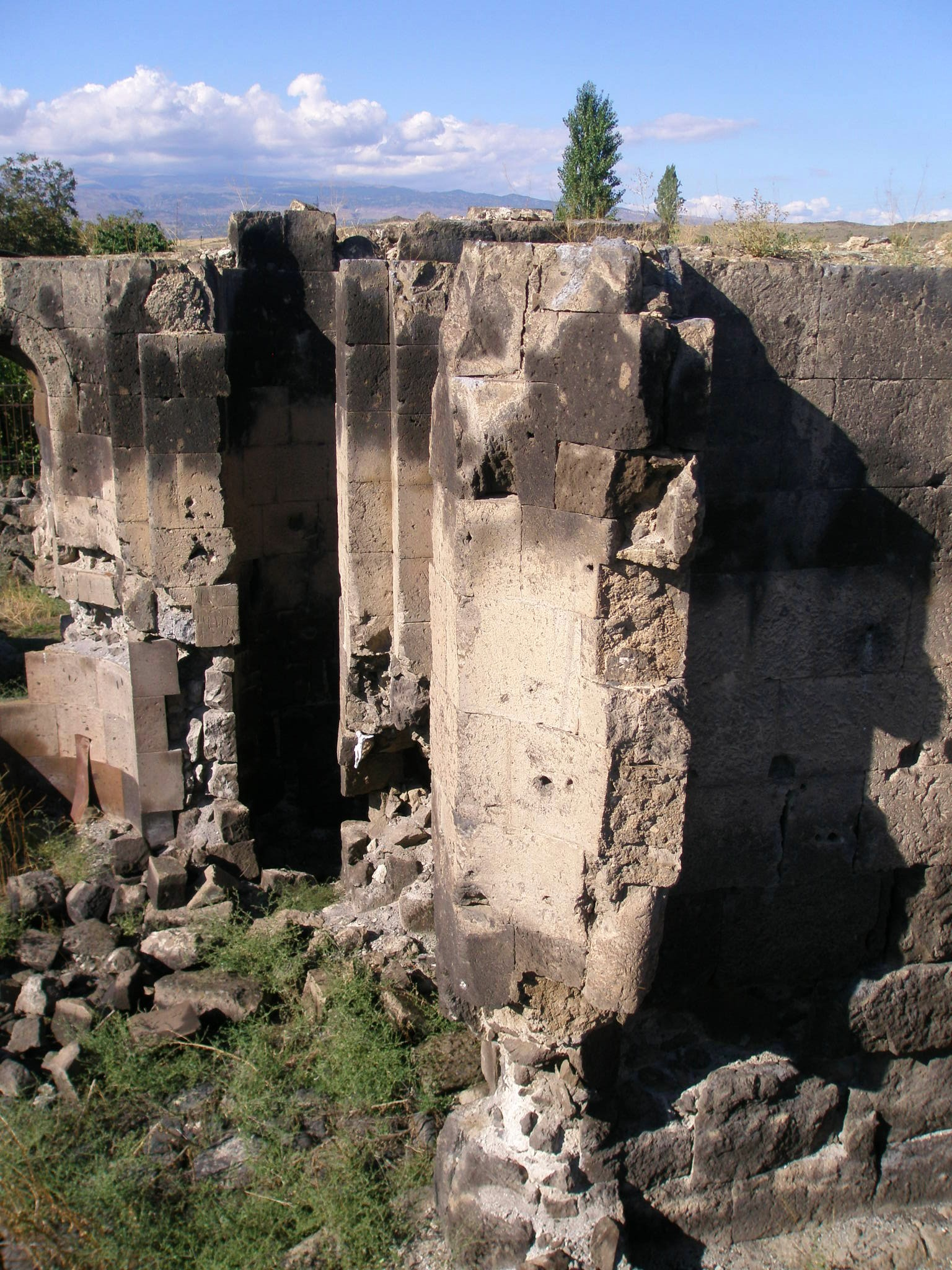
Kloster Targmantschaz

Das Kloster wurde im 7. Jahrhundert gegründet. In dieser Zeit wurde auch die Hauptkirche, die Surb-Astwazazin-Kirche (armenisch Սուրբ Աստվածածին, „Heilige Muttergottes“, westarmenisch Surp Asdwadsadsin, andere Umschriften Surb Astvatsatsin, Surp Astvatsatsin, Surb Astuacacin), errichtet. Seinen Namen erhielt das Kloster, weil dort während des Mittelalters viele Manuskripte übersetzt wurden. Zudem galt es als wichtiges Bildungszentrum der Region. Auf dem Klosterareal gibt es einen kleinen Friedhof. Auf dem Gelände stehen einige Chatschkare (kunstvoll behauene Gedächtnissteine mit einem Reliefkreuz in der Mitte, das von geometrischen und pflanzlichen Motiven umgeben ist).
In der lokalen Überlieferung ist das Kloster mit dem heiligen Mesrop Maschtoz verbunden, weshalb die einheimische Bevölkerung das Kloster auch Mesropavank nennt. Ein Erdbeben im 17. Jahrhundert zerstörte die Bauten des Klosters weitgehend. Erhalten blieb ein Teil des Ostflügels der Kirche. Seither ist das Kloster verlassen, gilt aber unter Einheimischen immer noch als wichtiger Wallfahrtsort. Seit wenigen Jahren wird die Stätte auch von zahlreichen Touristen besucht.
Seit 2012 wird das Kloster mit staatlichen Mitteln in Höhe von 14 Millionen Dram restauriert. Im Zuge der Arbeiten soll die Kirche wieder aufgebaut werden. Dazu sollen vom 20 bis 30 Tonnen schweren Schutt etwa 60 Prozent der Steine wiederverwendet werden und auf modernen Stahlgründungen aufgebaut werden. Der Beginn der Bauarbeiten, die für 2017 geplant waren, verzögerte sich jedoch.